# Шахово (деревня, Москва)
Шахово — деревня в Троицком административном округе Москвы (до 1 июля 2012 года в составе Подольского района Московской области). Входит в состав поселения Краснопахорское.

## Население
| 1859 | 1890 | 1899 | 1926 | 2002 | 2006 | 2010 |
| ---- | ---- | ---- | ---- | ---- | ---- | ---- |
| 257  | ↗269 | ↘174 | ↗257 | ↘10  | ↘9   | ↘5   |

Согласно Всероссийской переписи, в 2002 году в деревне проживало 10 человек (5 мужчин и 5 женщин). По данным на 2005 год в деревне проживало 9 человек.

## География
Деревня Шахово расположена в северной части Троицкого административного округа, примерно в 44 км к юго-западу от центра города Москвы и 21 км к западу от центра города Подольска. В 3 км юго-восточнее села проходит Калужское шоссе А130, в 2 км к юго-западу — Московское малое кольцо А107.
В деревне одна улица — Полевая, приписано два садоводческих товарищества (СНТ) и жилищно-строительный кооператив (ЖСКИЗ). Ближайшие населённые пункты — деревни Шарапово и Городок.

## История
В «Списке населённых мест» 1862 года — казённая деревня 1-го стана Подольского уезда Московской губернии по правую сторону старокалужского тракта, в 22 верстах от уездного города и 18 верстах от становой квартиры, при колодцах, с 33 дворами и 257 жителями (109 мужчин, 148 женщин).
По данным на 1890 год — деревня Красно-Пахорской волости Подольского уезда с 269 жителями.
В 1913 году — 51 двор.
По материалам Всесоюзной переписи населения 1926 года — центр Шаховского сельсовета Красно-Пахорской волости Подольского уезда в 2,1 км от Калужского шоссе и 16 км от станции Апрелевка Киево-Воронежской железной дороги, проживало 257 жителей (107 мужчин, 150 женщин), насчитывалось 46 крестьянских хозяйств.
1929—1946 гг. — населённый пункт в составе Красно-Пахорского района Московской области.
1946—1957 гг. — в составе Калининского района Московской области.
1957—1958 гг. — в составе Ленинского района Московской области.
1958—1963, 1965—2012 гг. — в составе Подольского района Московской области.
1963—1965 гг. — в составе Ленинского укрупнённого сельского района Московской области.
С 2012 г. — в составе города Москвы.